# Classe econòmica

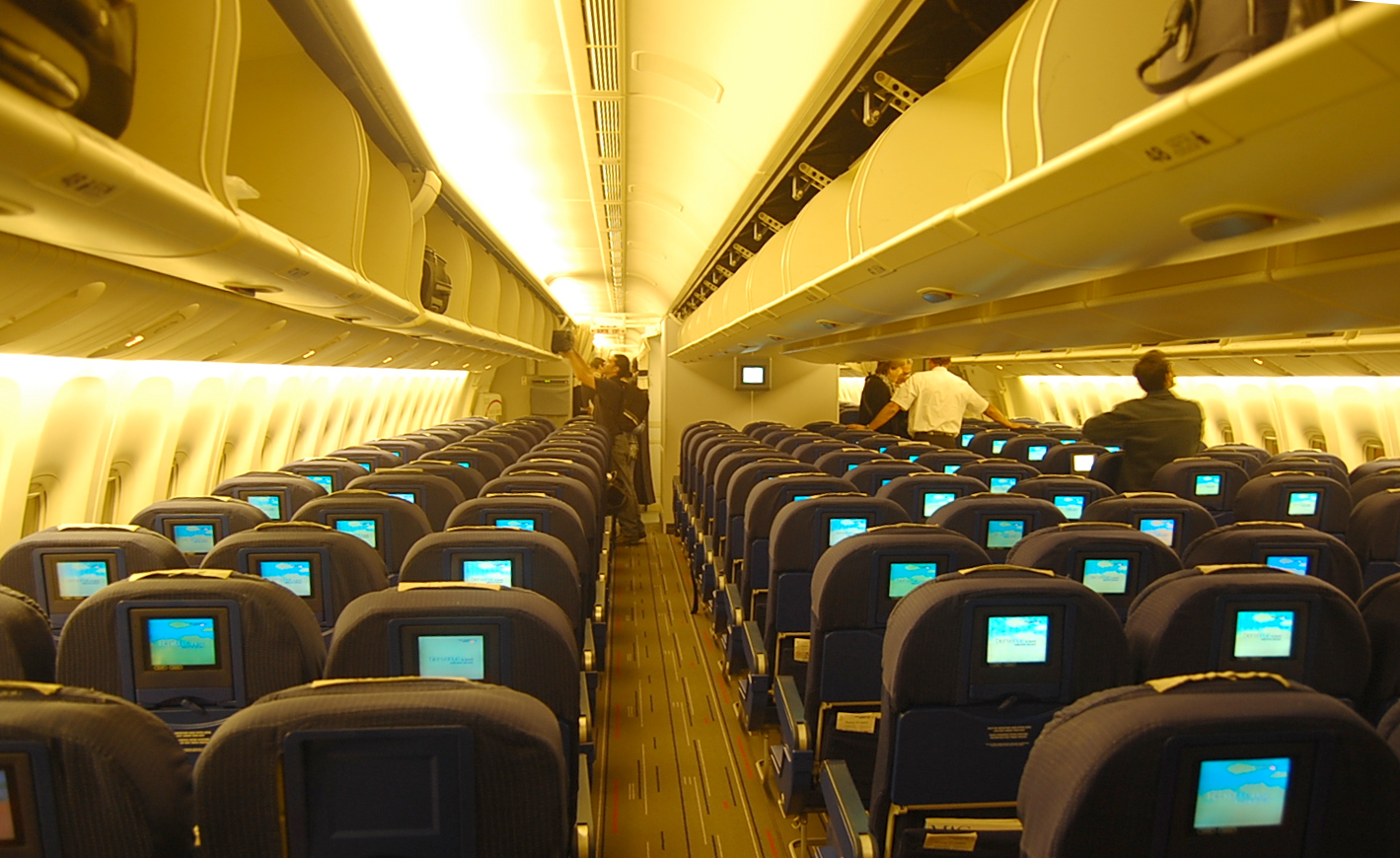
Classe econòmica d'Air France a bord d'un Boeing 777

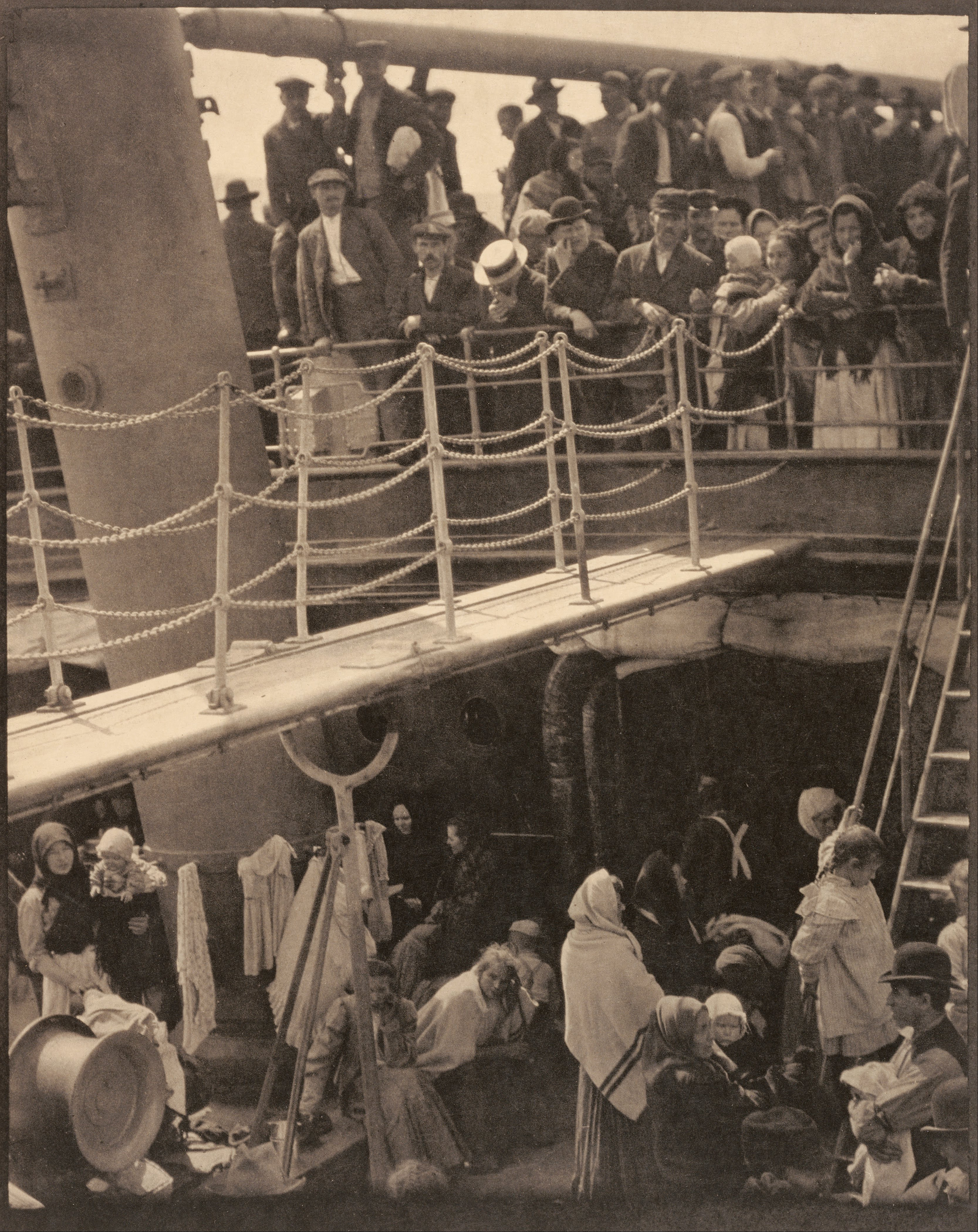
Classe econòmica d'un vaixell de vapor per retornar migrants a Europa des de la ciutat de Hoboken (Nova Jersey). Foto d'Alfred Stieglitz titulada The Steerage. 1907.

La classe econòmica és la classe més baixa del transport aeri de passatgers en termes de confort. Permet viatjar al preu més baix del vol a canvi d'un confort i d'un servei molt reduïts en comparació amb la primera classe i la classe de negocis.
Les aerolínies de baix cost no solen tenir classes diferents, sinó que generalment proposen un confort equivalent però un servei inferior (o de pagament) en comparació amb la classe econòmica de les aerolínies tradicionals.

## Història
La classe econòmica fou creada per la IATA a Canes i Miami. L'aerolínia nacional francesa la posà en servei l'1 d'abril del 1958 amb un servei un 20% més barat que la classe turista. Aquesta classe econòmica substituí la classe excursió i conduí a la supressió de les vendes a bord. L'1 d'abril del 1958, Air Canada inaugurà una classe econòmica un 20% més barata que la classe turista a destinació d'Irlanda.
La introducció de la classe econòmica permeté augmentar el nombre de viatgers en un 30%.

## Classe econòmica prèmium
Des del 1991, algunes aerolínies tenen una nova classe intermèdia, la classe econòmica prèmium, que se situa entre la classe de negocis i la classe econòmica tradicional.